# Basketbal na Letních olympijských hrách 2004

## Turnaj mužů
| Zlato   | Argentina (ARG)              |
| Stříbro | Itálie (ITA)                 |
| Bronz   | Spojené státy americké (USA) |

Turnaj se odehrál v rámci XXVIII. olympijských her ve dnech 15. – 28. srpna 2004 v Aténách.
Turnaje se zúčastnilo 12 mužstev, rozdělených do dvou šestičlenných skupin ze, z nichž první čtyři postoupily do play off, kde se hrálo o medaile. Týmy, které skončily ve skupině na pátém a šestém místě, hrály o 9. – 12. místo. Olympijským vítězem se stalo mužstvo Argentiny.

### Skupina A

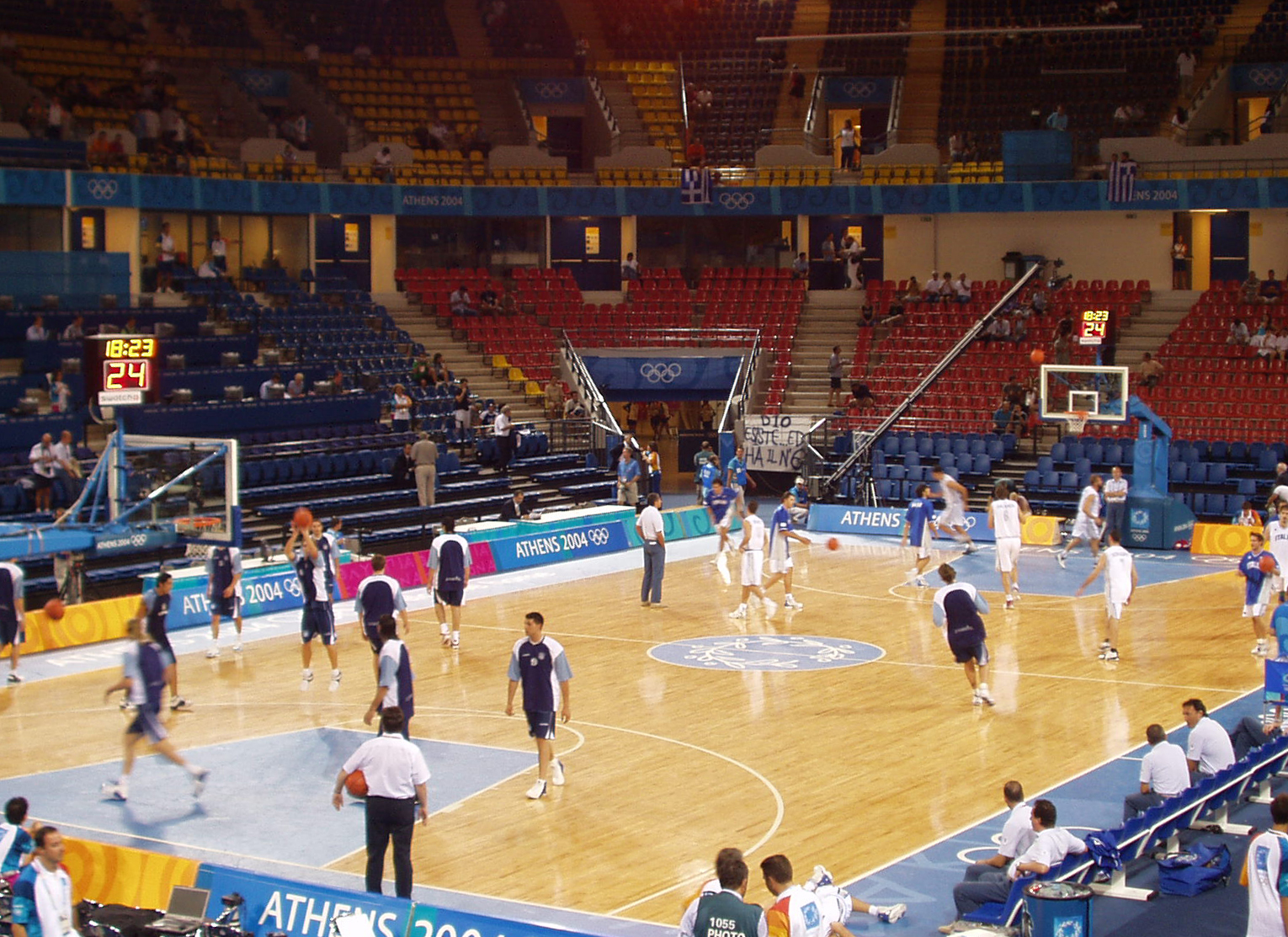
Předzápasové rozcvičení v utkání Argentiny s Itálií

|    |                     | ESP   | ITA   | ARG   | CHN   | NZL   | SMN   | V | P | Skóre   | B  |
| 1. | Španělsko           | ***   | 71:63 | 87:76 | 83:58 | 88:84 | 76:68 | 5 | 0 | 405:349 | 10 |
| 2. | Itálie              | 63:71 | ***   | 76:75 | 89:52 | 71:69 | 72:74 | 3 | 2 | 371:341 | 8  |
| 3. | Argentina           | 76:87 | 75:76 | ***   | 82:57 | 98:94 | 83:82 | 3 | 2 | 414:396 | 8  |
| 4. | Čína                | 58:83 | 52:89 | 57:82 | ***   | 69:62 | 67:66 | 2 | 3 | 303:382 | 7  |
| 5. | Nový Zéland         | 84:88 | 69:71 | 94:98 | 62:69 | ***   | 90:87 | 1 | 4 | 399:413 | 6  |
| 6. | Srbsko a Černá Hora | 68:76 | 74:72 | 82:83 | 66:67 | 87:90 | ***   | 1 | 4 | 377:388 | 6  |

 Itálie –  Nový Zéland 71:69 (25:13, 39:22, 56:46)
15. srpna 2004 (11:15) – Atény
 Španělsko –  Čína 83:58 (18:18, 42:30, 61:43)
15. srpna 2004 (14:35) – Atény
 Argentina –  Srbsko a Černá Hora 83:82 (27:15, 49:39, 61:59)
15. srpna 2004 (16:45) – Atény
 Čína –  Nový Zéland 69:62 (17:14, 29:20, 51:45)
17. srpna 2004 (9:00) – Atény
 Srbsko a Černá Hora –  Itálie 74:72 (16:17, 36:36, 55:50)
17. srpna 2004 (16:45) – Atény
 Španělsko –  Argentina 87:76 (25:18, 35:40, 58:60)
17. srpna 2004 (20:00) – Atény
 Nový Zéland –  Srbsko a Černá Hora 90:87 (22:20, 39:44, 55:66)
19. srpna 2004 (9:00) – Atény
 Španělsko –  Itálie 71:63 (17:22, 35:33, 48:52)
19. srpna 2004 (11:15) – Atény
 Argentina –  Čína 82:57 (22:14, 41:21, 65:39)
19. srpna 2004 (20:00) – Atény
 Španělsko –  Srbsko a Černá Hora 76:68 (18:14, 31:31, 51:52)
21. srpna 2004 (11:15) – Atény
 Argentina –  Nový Zéland 98:94 (23:25, 47:42, 76:71)
21. srpna 2004 (14:00) – Atény
 Itálie –  Čína 89:52 (22:11, 44:26, 60:39)
21. srpna 2004 (16:45) – Atény
 Španělsko –  Nový Zéland 88:84 (19:11, 48:37, 73:68)
23. srpna 2004 (9:00) – Atény
 Čína –  Srbsko a Černá Hora 67:66 (16:21, 31:34, 51:54)
23. srpna 2004 (16:45) – Atény
 Itálie –  Argentina 76:75 (13:23, 35:36, 53:54)
23. srpna 2004 (20:00) – Atény

### Skupina B
|    |           | LIT    | GRE   | PUR   | USA   | AUS    | ANG   | V | P | Skóre   | B  |
| 1. | Litva     | ***    | 98:76 | 98:90 | 94:90 | 100:85 | 78:73 | 5 | 0 | 468:414 | 10 |
| 2. | Řecko     | 76:98  | ***   | 78:58 | 71:77 | 76:54  | 88:56 | 3 | 2 | 389:343 | 8  |
| 3. | Portoriko | 90:98  | 58:78 | ***   | 92:73 | 87:82  | 83:80 | 3 | 2 | 410:411 | 8  |
| 4. | USA       | 90:94  | 77:71 | 73:92 | ***   | 89:79  | 89:53 | 3 | 2 | 418:389 | 8  |
| 5. | Austrálie | 85:100 | 54:76 | 82:87 | 79:89 | ***    | 83:59 | 1 | 4 | 383:411 | 6  |
| 6. | Angola    | 73:78  | 56:88 | 80:83 | 53:89 | 59:83  | ***   | 0 | 5 | 321:421 | 5  |

 Litva –  Angola 78:73 (14:24, 28:32, 56:55)
15. srpna 2004 (9:00) – Atény
 Portoriko –  USA 92:73 (21:20, 49:27, 65:48)
15. srpna 2004 (20:00) – Atény
 Řecko –  Austrálie 76:54 (23:18, 35:33, 59:51)
15. srpna 2004 (22:15) – Atény
 Austrálie –  Angola 83:59 (21:13, 45:29, 72:44)
17. srpna 2004 (11:15) – Atény
 Litva –  Portoriko 98:90 (26:32, 49:44, 71:66)
17. srpna 2004 (14:30) – Atény
 USA –  Řecko 77:71 (18:17, 37:31, 57:53)
17. srpna 2004 (22:15) – Atény
 USA –  Austrálie 89:79 (21:31, 41:51, 65:67)
19. srpna 2004 (14:30) – Atény
 Portoriko –  Angola 83:80 (19:17, 37:32, 63:66)
19. srpna 2004 (16:45) – Atény
 Litva –  Řecko 98:76 (28:10, 54:25, 76:44)
19. srpna 2004 (22:15) – Atény
 Portoriko –  Austrálie 87:82 (13:23, 41:51, 65:68)
21. srpna 2004 (9:00) – Atény
 Litva –  USA 94:90 (23:26, 44:49, 67:69)
21. srpna 2004 (20:00) – Atény
 Řecko –  Angola 88:56 (23:15, 43:25, 67:35)
21. srpna 2004 (22:15) – Atény
 Litva –  Austrálie 100:85 (20:19, 52:28, 75:66)
23. srpna 2004 (11:15) – Atény
 USA –  Angola 89:53 (23:14, 46:26, 75:39)
23. srpna 2004 (14:30) – Atény
 Řecko –  Portoriko 78:58 (20:22, 40:28, 56:46)
23. srpna 2004 (22:15) – Atény

### Play off

#### Čtvrtfinále
USA –  Španělsko 102:94 (25:25, 44:43, 74:67)
26. srpna 2004 (14:30) – Atény
 Litva –  Čína 95:75 (25:19, 53:37, 74:57)
26. srpna 2004 (16:45) – Atény
 Itálie –  Portoriko 83:70 (23:20, 41:35, 60:52)
26. srpna 2004 (20:00) – Atény
 Argentina –  Řecko 69:64 (22:14, 29:35, 53:53)
26. srpna 2004 (22:15) – Atény

#### Semifinále
Itálie –  Litva 100:91 (20:26, 49:43, 73:63)
27. srpna 2004 (20:00) – Atény
 Argentina –  USA 89:81 (24:20, 43:38, 70:57)
27. srpna 2004 (22:15) – Atény

#### Finále
Argentina –  Itálie 84:69 (23:16, 43:41, 60:54)
28. srpna 2004 (22:30) – Atény

#### O 3. místo
USA –  Litva 104:96 (24:24, 49:44, 74:71)
28. srpna 2004 (20:00) – Atény

#### O 5. místo
Řecko –  Portoriko 85:75 (25:15, 44:36, 66:56)
28. srpna 2004 (11:15) – Atény

#### O 7. místo
Španělsko –  Čína 92:76 (25:21, 42:32, 65:50)
28. srpna 2004 (9:00) – Atény

#### O 9. místo
Austrálie –  Nový Zéland 98:90 (28:15, 48:34, 74:52)
24. srpna 2004 (16:45) – Atény

#### O 11. místo
Srbsko a Černá Hora –  Angola 85:62 (18:10, 34:25, 61:44)
24. srpna 2004 (14:30) – Atény

#### Soupisky
1.  Argentina
| - Gabriel Fernández - Fabricio Oberto - Luis Scola - Rubén Wolkowisky | - Carlos Delfino - Leonardo Gutierrez - Walter Herrmann - Andrés Nocioni | - Manu Ginóbili - Alejandro Montecchia - Pepe Sánchez - Hugo Sconochinni |

2.  Itálie
| - Roberto Chiacig - Luca Garri - Denis Marconato - Giacomo Galanda | - Nikola Radulovic - Alex Righetti - Matteo Soragna - Gianluca Basile | - Massimo Bulleri - Michele Mian - Gianmarco Pozzecco - Rodolfo Rombaldoni |

3.  USA
| - Tim Duncan - Emeka Okafor - Carmelo Anthony - Carlos Boozer | - Richard Jefferson - Shawn Marion - Lamar Odom - Amar'e Stoudemire | - Allen Iverson - LeBron James - Stephon Marbury - Dwyane Wade |

### Konečné pořadí (muži)
| XXVIII. | Olympijské hry      | Z | V | P | Skóre    | B  |
| ------- | ------------------- | - | - | - | -------- | -- |
| 1.      | Argentina           | 8 | 6 | 2 | 656: 610 | 14 |
| 2.      | Itálie              | 8 | 5 | 3 | 623: 586 | 13 |
| 3.      | USA                 | 8 | 5 | 3 | 705: 668 | 13 |
| 4.      | Litva               | 8 | 6 | 2 | 750: 693 | 14 |
| 5.      | Řecko               | 7 | 4 | 3 | 538: 487 | 11 |
| 6.      | Portoriko           | 7 | 3 | 4 | 555: 479 | 10 |
| 7.      | Španělsko           | 7 | 6 | 1 | 591: 527 | 13 |
| 8.      | Čína                | 7 | 2 | 5 | 454: 569 | 9  |
| 9.      | Austrálie           | 6 | 2 | 4 | 481: 491 | 8  |
| 10.     | Nový Zéland         | 6 | 1 | 5 | 479: 511 | 7  |
| 11.     | Srbsko a Černá Hora | 6 | 2 | 4 | 462: 450 | 8  |
| 12.     | Angola              | 6 | 0 | 6 | 383: 506 | 6  |

## Turnaj žen
| Zlato   | Spojené státy americké (USA) |
| Stříbro | Austrálie (AUS)              |
| Bronz   | Rusko (RUS)                  |

Turnaj se odehrál v rámci XXVIII. olympijských her ve dnech 15. – 28. srpna 2004 v Aténách.
Turnaje se zúčastnilo 12 družstev, rozdělených do dvou šestičlenných skupin ze, z nichž první čtyři postoupily do play off, kde se hrálo o medaile. Týmy, které skončily ve skupině na pátém a šestém místě, hrály o 9. – 12. místo. Olympijským vítězem se stalo družstvo Spojených států.

### Skupina A
|    |           | AUS   | RUS   | BRA    | GRE   | JPN    | NGR   | V | P | Skóre   | B  |
| 1. | Austrálie | ***   | 69:62 | 84:66  | 77:40 | 97:78  | 85:73 | 5 | 0 | 418:313 | 10 |
| 2. | Rusko     | 56:75 | ***   | 77:67  | 69:62 | 94:71  | 93:58 | 4 | 1 | 389:333 | 9  |
| 3. | Brazílie  | 66:84 | 67:77 | ***    | 87:75 | 128:62 | 82:63 | 3 | 2 | 430:361 | 8  |
| 4. | Řecko     | 40:77 | 62:69 | 75:87  | ***   | 93:91  | 83:68 | 2 | 3 | 353:392 | 7  |
| 5. | Japonsko  | 78:97 | 71:94 | 62:128 | 91:93 | ***    | 79:73 | 1 | 4 | 381:485 | 6  |
| 6. | Nigérie   | 73:85 | 58:93 | 63:82  | 68:83 | 73:79  | ***   | 0 | 5 | 335:422 | 5  |

 Austrálie –  Nigérie 85:73 (20:18, 46:32, 62:44)
14. srpna 2004 (9:00) – Atény
 Brazílie –  Japonsko 128:62 (26:22, 62:25, 95:42)
14. srpna 2004 (16:45) – Atény
 Rusko –  Řecko 69:62 (12:16, 31:34, 56:43)
14. srpna 2004 (20:00) – Atény
 Japonsko –  Nigérie 79:73 (22:22, 45:46, 65:62)
16. srpna 2004 (11:15) – Atény
 Brazílie –  Řecko 87:75 (27:19, 50:43, 64:64)
16. srpna 2004 (20:00) – Atény
 Austrálie –  Rusko 75:56 (21:12, 36:33, 52:48)
16. srpna 2004 (22:15) – Atény
 Austrálie –  Japonsko 97:78 (26:20, 56:35, 82:45)
18. srpna 2004 (11:15) – Atény
 Řecko –  Nigérie 83:68 (30:15, 45:29, 65:44)
18. srpna 2004 (16:45) – Atény
 Rusko –  Brazílie 77:67 (21:17, 46:28, 63:48)
18. srpna 2004 (20:00) – Atény
 Rusko –  Japonsko 94:71 (29:21, 50:36, 74:51)
20. srpna 2004 (9:00) – Atény
 Austrálie –  Řecko 77:40 (18:13, 39:21, 59:30)
20. srpna 2004 (20:00) – Atény
 Brazílie –  Nigérie 82:63 (33:19, 47:34, 58:46)
20. srpna 2004 (22:15) – Atény
 Rusko –  Nigérie 93:58 (23:14, 43:31, 64:46)
22. srpna 2004 (11:15) – Atény
 Austrálie –  Brazílie 84:66 (20:21, 40:35, 62:53)
22. srpna 2004 (14:30) – Atény
 Řecko –  Japonsko 93:91 (27:15, 47:41, 63:63)
22. srpna 2004 (16:45) – Atény

### Skupina B
|    |             | USA    | ESP    | CZE    | NZL   | CHN    | KOR   | V | P | Skóre   | B  |
| 1. | USA         | ***    | 71:58  | 80:61  | 99:47 | 100:62 | 90:57 | 5 | 0 | 430:285 | 10 |
| 2. | Španělsko   | 58:71  | ***    | 80:78p | 91:57 | 75:67  | 64:61 | 4 | 1 | 368:334 | 9  |
| 3. | Česko       | 61:80  | 78:80p | ***    | 74:57 | 98:83  | 97:75 | 3 | 2 | 408:375 | 8  |
| 4. | Nový Zéland | 47:99  | 57:91  | 57:74  | ***   | 97:77  | 81:73 | 2 | 3 | 321:414 | 7  |
| 5. | Čína        | 62:100 | 67:75  | 83:98  | 77:97 | ***    | 71:54 | 1 | 4 | 360:406 | 6  |
| 6. | Jižní Korea | 57:90  | 61:64  | 75:97  | 73:81 | 54:71  | ***   | 0 | 5 | 320:393 | 5  |

 Čína –  Jižní Korea 71:54 (18:15, 33:21, 57:42)
14. srpna 2004 (11:15) – Atény
 USA –  Nový Zéland 99:47 (28:13, 63:24, 79:39)
14. srpna 2004 (14:30) – Atény
 Španělsko –  Česko 80:78 (24:22, 35:34, 50:45 - 67:67)
14. srpna 2004 (22:15) – Atény
 Nový Zéland –  Jižní Korea 81:73 (21:11, 37:26, 63:49)
16. srpna 2004 (9:00) – Atény
 USA –  Česko 80:61 (18:21, 42:35, 65:50)
16. srpna 2004 (14:30) – Atény
 Španělsko –  Čína 75:67 (34:10, 48:29, 70:44)
16. srpna 2004 (16:45) – Atény
 Česko –  Čína 98:83 (28:30, 49:49, 75:63)
18. srpna 2004 (9:00) – Atény
 USA –  Jižní Korea 80:57 (20:23, 39:32, 68:39)
18. srpna 2004 (14:30) – Atény
 Španělsko –  Nový Zéland 91:57 (32: 8, 45:29, 65:38)
18. srpna 2004 (22:15) – Atény
 Nový Zéland –  Čína 79:77 (21:19, 35:31, 55:55)
20. srpna 2004 (11:15) – Atény
 USA –  Španělsko 71:58 (19:16, 31:29, 50:41)
20. srpna 2004 (14:30) – Atény
 Česko –  Jižní Korea 97:75 (24:16, 45:35, 74:52)
20. srpna 2004 (16:45) – Atény
 Česko –  Nový Zéland 74:57 (21:12, 40:20, 58:43)
22. srpna 2004 (9:00) – Atény
 USA –  Čína 100:62 (27:13, 52:32, 75:45)
22. srpna 2004 (20:00) – Atény
 Španělsko –  Jižní Korea 64:61 (14:11, 29:27, 46:46)
22. srpna 2004 (22:15) – Atény

### Play off

#### Čtvrtfinále
USA –  Řecko 102:72 (27:19, 55:34, 76:53)
25. srpna 2004 (14:30) – Atény
 Rusko –  Česko 70:49 (19:6, 37:20, 56:30)
25. srpna 2004 (16:45) – Atény
 Brazílie –  Španělsko 67:63 (14:16, 34:34, 49:46)
25. srpna 2004 (20:00) – Atény
 Austrálie –  Nový Zéland 94:55 (26:13, 45:31, 71:44)
25. srpna 2004 (22:15) – Atény

#### Semifinále
USA –  Rusko 66:62 (16:15, 37:33, 51:44)
27. srpna 2004 (14:30) – Atény
 Austrálie –  Brazílie 88:75 (21:21, 42:36, 63:56)
27. srpna 2004 (16:45) – Atény

#### Finále
USA –  Austrálie 74:63 (17:14, 29:26, 52:50)
28. srpna 2004 (16:15) – Atény

#### O 3. místo
Rusko –  Brazílie 71:62 (18:20, 32:32, 47:46)
28. srpna 2004 (14:00) – Atény

#### O 5. místo
Česko –  Španělsko 79:68 (19:12, 40:27, 57:45)
27. srpna 2004 (11:15) – Atény

#### O 7. místo
Řecko –  Nový Zéland 87:83 (21:24, 43:50, 66:66)
27. srpna 2004 (9:00) – Atény

#### O 9. místo
Čína –  Japonsko 82:63 (20:12, 30:29, 51:48)
24. srpna 2004 (11:15) – Atény

#### O 11. místo
Nigérie –  Jižní Korea 68:64 (16:16, 29:32, 50:44)
24. srpna 2004 (9:00) – Atény

#### Soupisky
1.  USA
| - Sue Birdová - Swin Cashová - Tamika Catchingsová - Yolanda Griffithová | - Shannon Johnsonová - Lisa Leslieová - Ruth Rileyová - Katie Smithová | - Dawn Staleyová - Sheryl Swoopesová - Diana Taurasiová - Tina Thompsonová |

2.  Austrálie
| - Suzy Batkovicová - Sandra Brondellová - Trisha Fallonová - Kristi Harrowerová | - Lauren Jacksonová - Natalie Porterová - Alicia Potoová - Belinda Snellová | - Rachael Spornová - Laura Summertonová - Penny Taylorová - Allison Tranquilliová |

3.  Rusko
| - Anna Archipovová - Olga Artešinová - Jelena Baranová - Diana Gustilinová | - Marija Kalmykovová - Jelena Karpovová - Ilona Korstinová - Irina Osipová | - Oxana Rachmatulinová - Taťjana Ščogolevová - Marija Stěpanovová - Natalja Vodopjanovová |

### Konečné pořadí (ženy)
| XXVIII. | Olympijské hry | Z | V | P | Skóre    | B  |
| ------- | -------------- | - | - | - | -------- | -- |
| 1.      | USA            | 8 | 8 | 0 | 672: 482 | 16 |
| 2.      | Austrálie      | 8 | 7 | 1 | 663: 517 | 15 |
| 3.      | Rusko          | 8 | 6 | 2 | 592: 510 | 14 |
| 4.      | Brazílie       | 8 | 4 | 4 | 634: 583 | 12 |
| 5.      | Česko          | 7 | 4 | 3 | 536: 513 | 11 |
| 6.      | Španělsko      | 8 | 4 | 3 | 499: 480 | 11 |
| 7.      | Řecko          | 8 | 3 | 4 | 512: 577 | 10 |
| 8.      | Nový Zéland    | 7 | 2 | 5 | 459: 595 | 9  |
| 9.      | Čína           | 6 | 2 | 4 | 442: 469 | 8  |
| 10.     | Japonsko       | 6 | 1 | 5 | 444: 567 | 7  |
| 11.     | Nigérie        | 6 | 1 | 5 | 403: 486 | 7  |
| 12.     | Jižní Korea    | 6 | 0 | 6 | 384: 461 | 6  |